# Albert Gheldolf
Albert Eugène Marie Gheldolf (Gent, 20 oktober 1806 - 10 mei 1868) was een Belgisch senator.

## Levensloop
Gheldolf was een zoon van de handelaar uit Lokeren Jean-Baptiste Gheldolf en van Isabelle Beyens uit de Deinzense familie van die naam. Hij trouwde met Eugénie Gheldolf (1818-1899). Het is naar haar voornaam dat de Eugeniapolder werd genoemd, nadat een oppervlakte van 80 ha schorren door onder meer Gheldolf was ingedijkt.
Gepromoveerd tot doctor in de rechten (1830) aan de Rijksuniversiteit Gent werd hij advocaat in Luik (1830-1832). Hij werd substituut van de procureur des Konings (1832-1838) en rechter bij de rechtbank van eerste aanleg in Gent (1838-1861).
In 1863 werd hij liberaal senator voor het arrondissement Gent, in opvolging van Jean Vergauwen-Goethals. Hij vervulde dit mandaat tot aan zijn dood.
Gheldolf heeft blijvende bekendheid verworven doordat hij verschillende werken van de grote historicus Léopold August Warnkönig (1794-1866) in het Frans vertaalde en aanvulde. Hij publiceerde ook heel wat oude documenten en was lid (1861-1868) van de Commissie voor de publicatie van oude wetten en verordeningen.

## Publicaties
- Histoire de la Flandre et de ses institutions civiles et politiques jusqu'à l'année 1305, (vertaling van een Duits werk door Warnkönig) Brussel, 1835-1864.
- Oorkonden en andere documenten betreffende de geschiedenis van Vlaanderen in de Middeleeuwen.
- Byzonderheden betreffende de doopsgezinden in en rondom Aardenburg, 1860.
- Documenten betreffende Aardenburg, het kanaal van Axel en de geschiedenis van Vlaanderen
- Over de onthouding van het behandelen van het wetsontwerp op het tijdelijke der eerediensten in de wetgevende kamers van België, 1867.
- Beschouwingen over het ontwerp van een algemeen Reglement voor de Polders der Provincie Zeeland, 1859
- Rapport supplémentaire sur les coutumes de l'ancienne Flandre/ présenté à la Commission Royale pour la Publication des Anciennes Lois de Belgique, 19e eeuw.
- Specimen inaugurale juridicum de jure in universum : sive de juris notione, tum absolute, tum in relationibus suis universè spectata, (doctoraatsthesis), 1830.
- Over de onthouding van het behandelen van het wetsontwerp op het tijdelijke der eerediensten in de wetgevende kamers van België, 1867.
- Rapport supplémentaire sur les coutumes de l'ancienne Flandre 1862.
- Histoire administrative et constitutionnelle des villes et chatellenies d'Ypres, Cassel, Bailleul et Warnêton jusqu'à l'an 1305, sur le plan de l'ouvrage allemand de L.-A. Warnkönig, 1864.
- Briève instruction ... la pratique tant en causes civiles que criminelles ... Andere juridische traktaten in het Frans
- Coutume de la ville de Gand, 1868-1887.
- Etude sur la signification du mot Balfart dans les chartes de la Flandre, notice de M. Gheldolf, précédée des rapports de MM. Kervyn de Lettenhove, De Smet et Snellaert.